# William Samuel Johnson

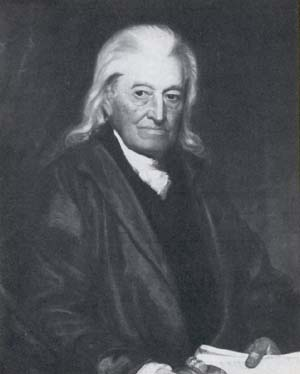
William Samuel Johnson

William Samuel Johnson (* 7. Oktober 1727 in Stratford, Colony of Connecticut, Kolonie des Königreiches Großbritannien; † 14. November 1819 in Stratford, Connecticut, Vereinigte Staaten) war ein Politiker und einer der Gründerväter der Vereinigten Staaten.
Samuel Johnson war gut ausgebildet und sein Rechtswissen führte ihn in die Gegnerschaft einer Besteuerung ohne Vertretung als Verletzung des Rechtes der Kolonisten als englische Staatsbürger. Aber seine starken Bindungen zu Großbritannien ließen ihm persönlich eine Ablehnung des Königs als unmöglich erscheinen. Zerrissen zwischen den gegensätzlichen Loyalitäten blieb er während der Amerikanischen Unabhängigkeitsbewegung neutral und sprach sich nur gegen den Extremismus auf beiden Seiten aus. Erst als Georg III. die amerikanische Unabhängigkeit akzeptiert hatte, fühlte sich Johnson von seinen Verpflichtungen entbunden und stellte seine bedeutenden geistigen Fähigkeiten der Stärkung der neuen Nation zur Verfügung. Sein Mitdelegierter William Pierce sagte von ihm, „Johnson hat die Manieren eines Gentleman und er berührt die Herzen der Männer mit der Süße seines Naturells und der zärtlichen Art, mit der er seine Bekannten anspricht ... redegewandt und klar, immer verbunden mit Informationen und Ratschlägen, ... [er ist] einer der ersten Klassiker in Amerika.“

## Karriere vor dem Verfassungskongress
Johnson, Sohn eines bekannten anglikanischen Geistlichen und späteren Präsidenten des Königlichen Columbia Kollegs, war schon vor der Unabhängigkeitsbewegung eine bekannte Person. Nachdem er zunächst daheim unterrichtet worden war, machte er 1744 seinen Abschluss am Yale Kolleg und erhielt 1747 den Masterabschluss seiner Alma Mater (wie auch einen Ehrentitel von Harvard im selben Jahr). Obwohl sein Vater ihm nahelegte, Geistlicher zu werden, entschied sich Johnson stattdessen für eine Rechtskarriere. Als Autodidakt in Rechtsfragen entwickelte er schnell einen bedeutenden Kundenkreis und baute Geschäftsbeziehungen über die Grenzen seiner Heimatkolonie hinaus auf. Außerdem diente er über 20 Jahre in der Kolonialmiliz von Connecticut und stieg bis zum Obersten auf. 1761 und 1765 diente er im Unterhaus der Legislative von Connecticut und 1766 und 1771 bis 1775 im Oberhaus. Er war 1772 bis 1774 zudem Mitglied des Obersten Gerichts der Kolonie.
Johnson war zuerst vom Fall der Patrioten angezogen durch das, was er und seine Partner die unbefugte Einmischung des Parlaments in die Regierung der Kolonien nannten. Er nahm 1765 am Stamp Act Congress teil und arbeitete im Komitee, das ein Schreiben an den König entwarf, in dem auf des Recht der Kolonien verwiesen wurde, Steuerdinge für sich selbst zu entscheiden. Er war gegen die Townsendgesetze, die 1767 vom Parlament verabschiedet wurden, um den Franzosen- und Indianerkrieg zu finanzieren und unterstützte die Importstopvereinbarungen, die von den Kolonien beschlossen wurden, um gegen die Besteuerung ohne Vertretung zu protestieren.
Als die Patrioten mit ihren Forderungen nach Unabhängigkeit radikaler wurden, fand es Johnson schwierig, sich mit ganzem Herzen dem Fall hinzugeben. Obwohl er glaubte, dass die britische Politik unklug war, fand er es schwierig seine eigenen Verbindungen mit dem Mutterland abzubrechen. Als Akademiker mit internationalem Ansehen hatte er viele Freunde in Großbritannien und unter den amerikanischen Loyalisten. Wie der berühmte englische Autor Samuel Johnson von ihm sagte: „Von allen, die mir durch die verschiedenen Wechselfälle des Lebens bekannt wurden, gibt es wenige, deren Bekanntschaft ich mehr zu vertiefen wünschte, als ihre.“ Er war auch durch religiöse und berufliche Verbindungen an Großbritannien gebunden. Er hatte enge Beziehungen mit der Anglikanischen Kirche in England und der akademischen Gesellschaft in Oxford, die ihn 1766 mit einem Ehrentitel auszeichnete. Er lebte von 1767 bis 1771 in London als Vertreter für Connecticut bei dessen Versuch, seine Ansprüche auf Indianerland festzuschreiben.
Aus Sorge um die Konsequenzen der Unabhängigkeit für Kolonien als auch das Mutterland versuchte Johnson Extremismus zu vermeiden und einen Kompromiss für die ausstehenden politischen Differenzen zwischen den Protagonisten zu erreichen. Er lehnte seine Wahl in den Ersten Kontinentalkongress ab, ein Zug, der von den Patrioten stark kritisiert wurde, die ihn daraufhin von seinem Kommandoposten in der Miliz enthoben. Er wurde auch stark kritisiert, als er, nach einem Ende der Kämpfe nach den Gefechten von Lexington und Concord strebend, den britischen Kommandeur, General Thomas Gage persönlich aufsuchte. Dieser Zwischenfall führte zu seiner Arretierung wegen Informationsaustausches mit dem Feind, aber die Anklage wurde schließlich fallen gelassen.
Johnsons Aktivitäten für einen Frieden schadeten offenbar niemals seinem Ansehen. Er diente 1779–80 als Rechtsberater für Connecticut während des Streits mit Pennsylvania um die westlichen Ländereien und wurde von Joseph Reed, dem Präsidenten der Philadelphia-Kollegs, der späteren University of Pennsylvania, nominiert, ihm als Oberhaupt des Kollegs nach zu folgen.
Als die Unabhängigkeit erreicht war, fühlte sich Johnson frei genug, um an der Regierung der neuen Nation teilzunehmen. Er arbeitete 1785–87 im Kontinentalkongress. Sein Einfluss als Delegierter wurde von seinen Zeitgenossen stark beachtet. Jeremiah Wadsworth schrieb über ihm an einen Freund: „Dr. Johnson hat, glaube ich, mehr Einfluss als du und ich. Die Delegierten aus dem Süden waren ihm herzlich zugetan.“

## Beiträge zur Verfassungskongress
Johnson spielte eine Hauptrolle als einer der wichtigsten und respektiertesten Delegierten des Kongresses. Seine beredsamen Ansprachen zum Thema der Vertretung hatten während der Debatte großes Gewicht. Er war für eine starke Bundesregierung um die Rechte von Connecticut und der anderen kleinen Staaten vor Eingriffen durch ihre mächtigeren Nachbarn zu schützen. Letztendlich unterstützte er den so genannten New-Jersey-Plan, der eine gleich verteilte Vertretung der Staaten in der nationalen Legislative vorsah.
Im Allgemeinen bevorzugte er eine Ausweitung der Bundesautorität. Er führte aus, dass die Rechtsmacht „der Gerechtigkeit ebenso wie dem Recht Platz verschaffen sollte“ (die Worte „in Recht und Gerechtigkeit“ wurden in seinem Sinne übernommen) oder, mit anderen Worten, dass die Härte des Rechtes durch Fairness gemildert werden sollte. Er verneinte die Möglichkeit eines Verrates gegen einen einzelnen Staat, weil die Landeshoheit dem Bund gehörte und er war gegen das Verbot eines jeglichen „ex post facto“-Gesetzes, das heißt ein Gesetz, das eine Tat rückwirkend zu einem kriminellen Akt erklärte, weil so ein Verbot „eine unangemessene Verdächtigung der nationalen Gesetzgebung“ unterstelle.
Johnson beeinflusste auch die letzten Bearbeitungen des Rahmens der Verfassung. Er unterstützte mit ganzer Kraft den Connecticut-Kompromiss, einen Vorläufer der abschließenden Großen Kompromisses, der eine nationale Gesetzgebung mit einem Senat festlegte, der allen Staaten eine gleichberechtigte Vertretung bot und einem Repräsentantenhaus, das auf der Bevölkerung beruhte. Er arbeitete auch im Entwurfskomitee, das die letztendliche Form des Dokumentes gestaltete.

## Karriere nach dem Verfassungskongress
Johnson spielte im Ratifizierungsprozess Connecticuts eine aktive Rolle, wobei er die Vorteile betonte, die den kleinen Staaten durch diese Verfassung zukommen würden. Er war insbesondere auf die Rechtsklauseln des Dokumentes stolz, in denen „die Macht, die benutzt werden soll, die Energie des Gesetzes ist; und diese Macht sollen nur die Personen zu spüren bekommen, die in der Pflicht ihrem Land gegenüber versagen.“
Als einer der ersten Senatoren für Connecticut von 1789 bis 1791 spielte Johnson eine aktive Rolle bei der Verabschiedung des Judiciary Act of 1789, mit dem die Einzelheiten des Rechtssystems des Bundes festgelegt wurden. Er unterstützte auch die Hamiltonschen Gesetze, die die Rolle der Exekutive in der Bundesregierung stärken sollten, stimmte aber dagegen, dem Präsidenten die Macht zu geben, Kabinettsmitglieder ohne die Zustimmung des Senates zu entlassen. Johnson wurde 1787 Präsident des Columbia-Kollegs. Zwar hatte er nach der Wahl 1788 das Los für die längere Amtszeit von sechs Jahren gezogen, trat aber am 8. März 1791 zurück, als die Bundesregierung nach dem Ende des ersten Kongresses von New York nach Philadelphia umzog, um die Position an der Schule beibehalten zu können. Zu seinem Nachfolger für die verbleibende Amtszeit wurde Roger Sherman gewählt.